# 牛頭角站
牛頭角站（英語：Ngau Tau Kok Station）位於香港九龍觀塘區觀塘道與牛頭角道之間，鄰近觀塘商貿區並上跨雅麗道，是港鐵觀塘綫的鐵路車站，於1979年10月1日啟用。
- 車站外觀（2024年7月）

## 車站構造
牛頭角站是架空車站，並分為兩層，當中地面層（G層）為車站大堂及出入口；而車站月台則設於大堂之上的U1層。

### 樓層
| U1                | 月台          | \| \| \| 觀塘綫往調景嶺（觀塘） \| 1 \| \| \| 島式 · 開右邊车门 \| \| \| \| \| \| \| 2 \| 觀塘綫往黃埔（九龍灣） \| \| \| |   |  |
| G                 | 大堂          | 出入口、客務中心、車站商店、自助服務、洗手間                                                                              |   |  |
| -                 | B出口行人隧道 | 通往花園大廈、玉蓮臺及觀塘商貿區（職安局訓練中心）                                                                        |   |  |
|                   |               | 觀塘綫往調景嶺（觀塘） | 1 |  |
| 島式 · 開右邊车门 |               | |   |  |
|                   | 2             | 觀塘綫往黃埔（九龍灣） |   |  |

### 大堂
牛頭角站大堂位於地面的G層，為了善用牛頭角站大堂的剩餘空間，車站曾於2005年末再次進行大翻新，並加設6間車站商店等，另外大堂內亦設有車站洗手間。
- 大堂，非付費區（2023年6月）
- 大堂，付費區（2023年6月）

### 月台
牛頭角站設有一座島式月台，兩個月台均已裝設有月台閘門。
由於牛頭角站接近觀塘道及啟褔道的行車天橋，因此月台不設通往路軌的樓梯，只有途經車站機房才能進出路軌，而高架橋與行車天橋之間平行的一段軌道護欄設有鐵網及鐵絲網（刀片刺網），防止逃票的乘客由行車天橋進入路軌範圍。
雖然車站月台大部分是筆直的，但是1號月台（往調景嶺）的車頭部分稍微向內彎曲，因此該處的空隙較大。
- 1、2號月台（2023年6月）

### 出入口
牛頭角站大堂設有兩個出入口，而B出口前方則為行人隧道，貫通牛頭角商貿區及花園大廈一帶的住宅區，港鐵亦為行人隧道各出入口分別編上「B1–B6」的出入口編號。該行人隧道由港鐵管理，但該六個隧道出入口並不屬於車站範圍，因此即使在車站服務時間以外，行人隧道也會無間斷開放予公眾使用。
|                           |                  | |      |
| 編號                      | 指示             | 建議前往的目的地 | 圖片 |
| 車站大堂                  |                  | |      |
| 出口 · A · 盲道标志       | 創紀之城1–3、6期 | 創紀之城、Landmark East、鴻貿中心、富麗花園、宏利廣場、工聯會工人醫務所、康寧道、康寧道公園、路德會觀塘書院、聯安街、美亞工業大廈、萬泰利廣場、寧波公學、宏基資本大廈、悅品海景酒店、鴻圖中心、牛頭角道、聖若翰天主教小學、渣打中心、裕民中心、錫安社會服務處綜合青少年服務中心、雲漢邨 |      |
| 出口 · B · 无障碍通道标志 | 花園大廈         | 牛頭角道 行人隧道（B1–B6出口） |      |
| B出口行人隧道             |                  | |      |
| 出口 · B · 1              | 花園大廈         | 廣蔭頤養院、觀塘浸信會、觀塘功樂官立中學、樂善堂楊仲明學校、樂華南邨、玉蓮臺、慕光英文書院、聖傑靈女子中學、宜安街街市、康利苑 |      |
| 出口 · B · 2              | 花園大廈         | 花園大廈、香港道教聯合會雲泉學校、閩僑小學、循道衛理社會服務處、聖公會基顯小學、牛頭角上邨 |      |
| 出口 · B · 3              | 花園大廈         | 雅麗道花園、牛頭角賽馬會診所、觀塘官立小學、牛頭角道 |      |
| 出口 · B · 4              | 花園大廈         | 雅麗道、觀塘道、定安街 |      |
| 出口 · B · 5              | 花園大廈         | 創世電視、波頓科創中心、巧明街、鴻圖道、宏利廣場、鴻圖道1號 |      |
| 出口 · B · 6              | 花園大廈         | 親子王國環保教育基金辦事處、絲寶國際大廈、花旗大樓、俊匯中心、起動九龍東辦事處、志聯工廠大廈、香港建造學院九龍灣院校、海濱道公園、香港社會企業總會、香港企業大廈、訊科中心、祥順工業大廈、新昌中心、LT Tower、勵業街、萬兆豐中心、香港綠景NEO大廈、九龍東如心酒店、奧比斯香港辦事處、創富中心、萬兆豐中心、觀塘自由倉大廈、耆康會飛躍天地、兆發工業大廈、海濱匯、香港啟迪中心、發現號、偉業街、日生工業大廈、楊耀松第五工業大廈 |      |
| 註： 設有 \| 設有         |                  | |      |

### 車站藝術
牛頭角站站外設有六幅畫，位於車站外高架路段橋身。
|  | 《健康城市》 | 觀塘區學生 | 牛頭角站外高架路段橋身 | 2008年5月 |

| 車站藝術品《健康城市》 |
| --- |
| - 《健康城市》（壹） - 《健康城市》（貳） - 《健康城市》（叁） - 《健康城市》（肆） - 《健康城市》（伍） - 《健康城市》（陸） |

## 歷史

### 早期系統
根據1970年的《集體運輸計劃總報告書》，彩虹至觀塘段為第四期工程，並屬於「早期系統」中優先發展的首四期工程之一，因此車站當時已有興建計劃。

### 修正早期系統
牛頭角站的承建商為協興建築，車站於1978年11月9日平頂，並於1979年10月1日隨修正早期系統（石硤尾至觀塘段）通車而啟用。

### 扶手電梯預留位
牛頭角站近東端位置設有預留空間方便日後加設多一條扶手電梯連接大堂及月台，但自從車站啟用至今仍未有進行任何扶手電梯加裝工程。

### 月台閘門
現時牛頭角站所有月台已經完成安裝月台閘門。該月台閘門與欣澳站及迪士尼站所採用的月台閘門是同一個設計，只有月台幕門高度的一半，約高1.5米。牛頭角站與九龍灣站及荃灣綫葵芳站、葵興站屬於第二期月台閘門安裝工程，於2011年8月完工。

### 車站改善工程 - 現代化工程
港鐵為配合現代化設計，於2012年6月起將舊有的灰黑色馬賽克磚的牆身及柱身改為白色及淺綠色人造纖維板。

## 事件

### 反修例期間遭到破壞
- 2019年8月24日上午約10點30分，港鐵宣佈因應當日觀塘區遊行，由當日中午12時起，牛頭角站連同九龍灣站、觀塘站及藍田站關閉，觀塘綫黃埔站至彩虹站之間維持正常列車服務；而彩虹站至調景嶺站之間列車服務暫停。同時亦未有提供接駁巴士。這是反修例事件自2019年6月爆發以來港鐵首次在獲發不反對通知書遊行開始前便關站及停駛[18]。而當晚約8時38分，港鐵車務總監劉天成向乘客發出公開信，指社會爭議引發了一些在鐵路發生的事件與衝突是港鐵公司運作40年來經歷過的最大挑戰，本質不是鐵路服務使港鐵人員面對前所未見的挑戰和艱難，與當局相討後，在考慮到同事、乘客及鐵路設施的安全後決定暫時停止在活動路段的鐵路服務及關閉部分車站，以「不讓暴力在鐵路網絡內滋長」，是「經審慎考慮、不得已的安排」，又說如各界人士能提出更好方法，港鐵會考慮[19]。而列車服務於晚上約11時45分回復正常[20][21]。
- 2019年12月12日凌晨近1時，有示威者於牛頭角站投擲汽油彈，位於車站非付費區的一間美心西餅分店及閘內兩條電梯引發火警，並惡意破壞大堂的售票機及八達通增值機等設施。港鐵職員隨即用滅火筒將火救熄，而車站閘機亦遭破壞[22]。

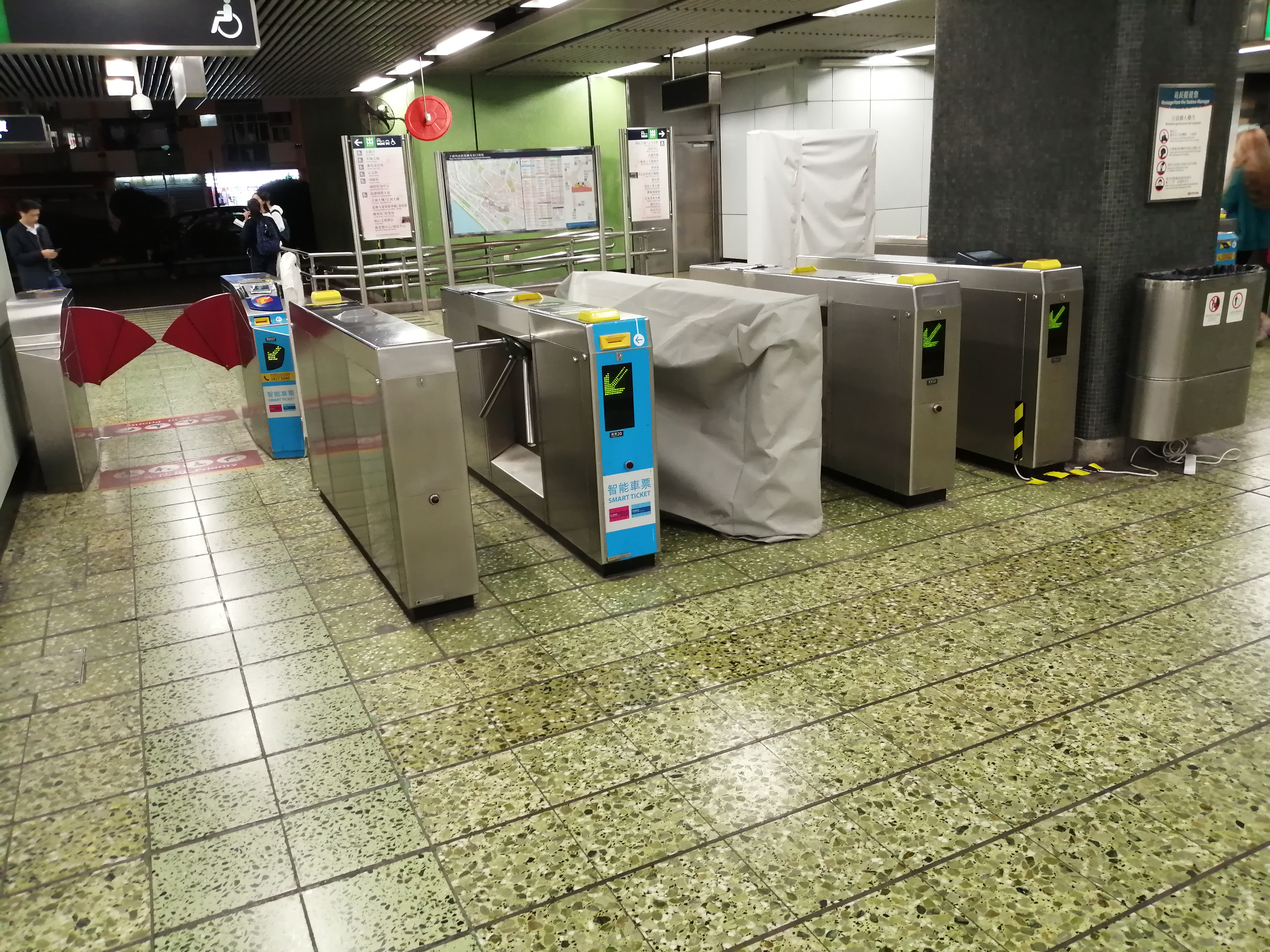
牛頭角站遭到破壞的閘機
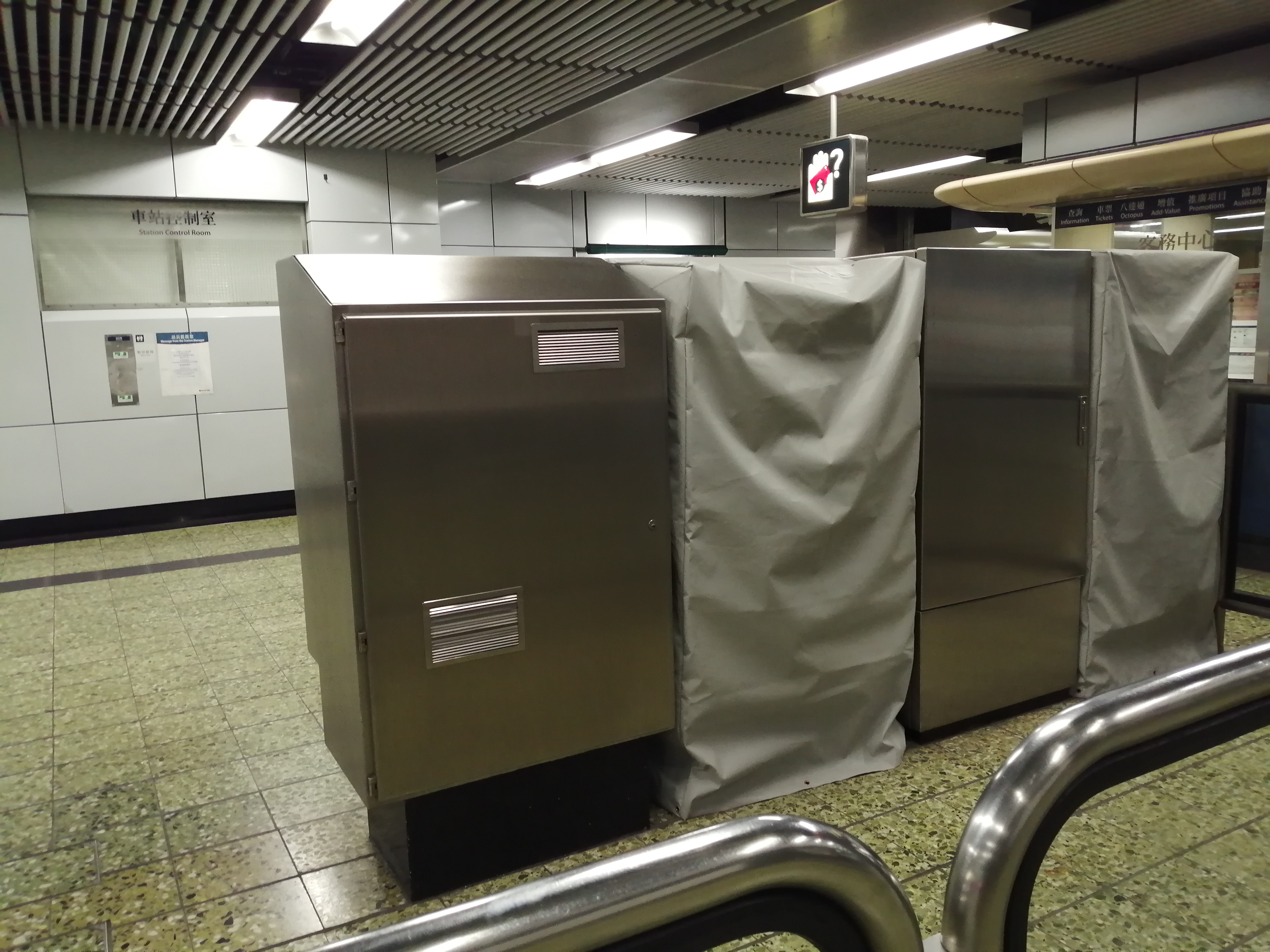
牛頭角站遭到破壞的售票機及車站控制室

## 外部連結
- 港鐵公司－牛頭角站街道圖 （页面存档备份，存于）
- 港鐵公司－牛頭角站位置圖 （页面存档备份，存于）
- 港鐵公司－牛頭角站列車服務時間 （页面存档备份，存于）